# Варнава (Едигарев)
Епископ Варнава (в миру Василий Едигарев) — епископ Русской Древлеправославной церкви на покое, епископ Уральский. С 2008 года находится за штатом.

## Биография
рукоположён в сан священника епископом Московским Флавианом (Вдовиным).
26 января 1996 года был рукоположён во епископа Гомельского и всея Беларуси.
7 февраля 1996 года решением Освященного Собора Русской древлеправославной церкви введён в Совет Архиепископии вместо выбывшего по причине смерти архиепископа Геннадия.
4 сентября 1997 года на Архиерейском соборе докладывал, что в Гомельском храме кроме него нет других священнослужителей, и даже уставщика, и попросил направить в Гомельский храм в качестве помощника для совершения богослужений студента Высшего духовного училища Андрея Маслакова.
В октябре того же года на Освященном соборе отмечалось, что между настоятелем храма епископом Варнавой и приходом существует конфликтная ситуация
19 января 1998 года Архиерейского собор после конфликта на Гомельском приходе постановил: временно кафедру епископа Гомельского и всея Беларуси перенести в Витебск и определить епископу Варнаве титул «епископ Витебский, Гомельский и всея Беларуси».
С 1999 года — епископа Белебеевский, Усень-Ивановского и всея Башкирии с кафедрой в храме в честь Успения Пресвятой Богородицы в селе Усень-Ивановское Белебеевского района, довольно крупного старообрядческого центра. В феврале 2001 года упоминается как епископ Белебеевский и всея Башкирии.
Активными помощниками епископа Варнавы в Башкирии были Елена Агафоновна Саломахина, Анна Степановна Мякинина, Анна Ивановна Зорина и Федор Неклеенов. Было восстановилено церковное здание. Была налажена миссия среди беспоповцев.
В 2005 году управлял Волжской епархией, а 30 октября 2005 года назначен епископом Уральским, управляющим Уральской епархией Русской Древлеправославной церкви.
В 2008 году уволен на покой. Проживает в Новозыбкове Брянской области при Высшем Древлеправославном Духовном Училище.